# Piafabec et Rapasdepic
Piafabec (オニスズメ, Onisuzume, dans les versions originales en japonais) et son évolution, Rapasdepic (オニドリル, Onidrill), sont deux espèces de Pokémon de première génération.
Issus de la célèbre franchise de médias créée par Satoshi Tajiri, ils apparaissent dans une collection de jeux vidéo et de cartes, dans une série d'animation, plusieurs films, et d'autres produits dérivés, ils sont imaginés par l'équipe de Game Freak et dessinés par Ken Sugimori. Leur première apparition a lieu au Japon en 1996, dans les jeux vidéo Pokémon Vert et Pokémon Rouge. Ces deux Pokémon sont tous du double type normal et vol et occupent respectivement les 21e et 22e emplacements du Pokédex, l'encyclopédie fictive recensant les différentes espèces de Pokémon.

## Création
Propriété de Nintendo, la franchise Pokémon est apparue au Japon en 1996 avec les jeux vidéo Pocket Monsters Vert et Pocket Monsters Rouge. Son concept de base est la capture et l'entraînement de créatures appelées Pokémon, afin de leur faire affronter ceux d'autres dresseurs de Pokémon. Chaque Pokémon possède un ou deux types – tels que l'eau, le feu ou la plante – qui déterminent ses faiblesses et ses résistances au combat. En s'entraînant, ils apprennent de nouvelles attaques et peuvent évoluer en un autre Pokémon.

### Conception graphique
La conception de Piafabec et de Rapasdepic est le fait, comme pour la plupart des Pokémon, de l'équipe chargée du développement des personnages au sein du studio Game Freak. Leur apparence est finalisée par Ken Sugimori pour la première génération des jeux Pokémon, Pokémon Rouge et Pokémon Vert, sortis à l'extérieur du Japon sous les titres de Pokémon Rouge et Pokémon Bleu,. Piafabec est le cinquième Pokémon à avoir été finalisé, après Rhinoféros, Kangourex, Nidoran♂ et Mélofée.

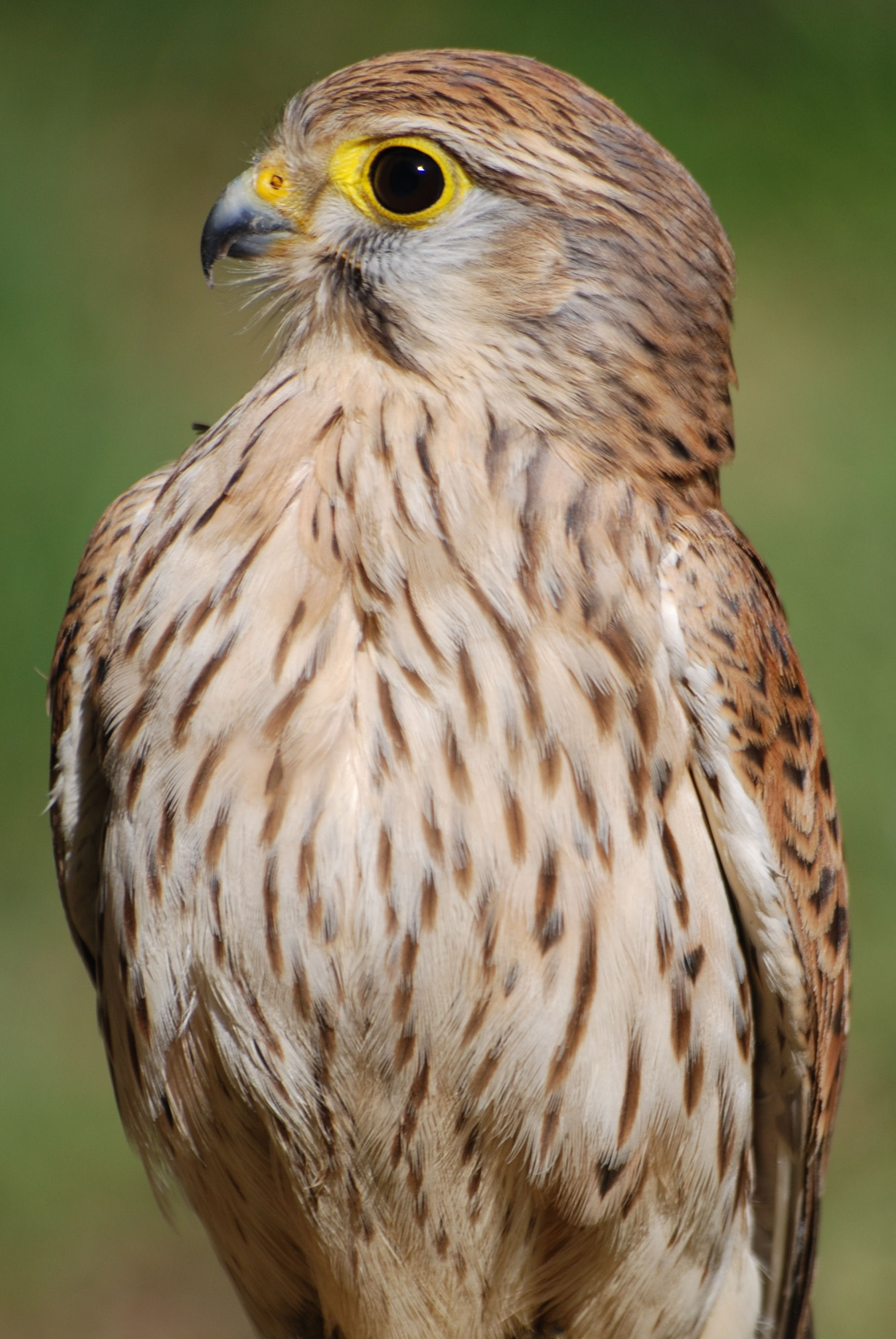
Le faucon crécerelle a pu inspirer les concepteurs pour les traits de Piafabec.

Nintendo et Game Freak n'ont pas évoqué les sources d'inspiration de ces Pokémon. Néanmoins, certains fans avancent que Piafabec a pu être inspiré du faucon, notamment le faucon crécerelle ou du moineau. Tandis que Rapasdepic serait plutôt inspiré du cormoran, du anhinga, de la grue ou du héron.

### Étymologie
Piafabec et Rapasdepic sont initialement nommés Onisuzume (オニスズメ) et Onidrill (オニドリル, Onidoriru) en japonais. Ces noms sont ensuite adaptés dans trois langues lors de la parution des jeux en Occident : anglais, français et allemand ; le nom anglais est utilisé dans les autres traductions du jeu.
Nintendo choisit de donner aux Pokémon des noms « astucieux et descriptifs », liés à l'apparence ou aux pouvoirs des créatures, lors de la traduction des jeux ; il s'agit d'un moyen de rendre les personnages plus compréhensibles pour les enfants, notamment américains. Onisuzume est renommé « Spearow » en anglais, « Habitak » en allemand et « Piafabec » en français et Onidrill devient « Fearow » en anglais, « Ibitak » en allemand et « Rapasdepic » en français. Selon IGN, Spearow est un mot-valise entre deux noms anglais d'oiseau : « sparrow » (moineau en français) et « eagle » (aigle) et Fearow serait une combinaison également de « sparrow » et « eagle », mais également de « finch » (pinson) et de « pheasant » (faisan), même si la première syllabe du nom fait « peur » en anglais (fear). Les noms français, selon Pokébip, sont des contractions, respectivement, des termes « Piaf à bec » et « Rapace de pic ». D'autres fans avancent, pour le dernier, un mot-valise entre « rapace » et « as de pique », cette info sera confirmée par Julien Bardakoff, traducteur de la plupart des Pokémon de la première et deuxième génération.

## Description
Ces deux Pokémon sont l'évolution l'un de l'autre : Piafabec évolue en Rapasdepic. Dans les jeux vidéo, cette évolution survient en atteignant le niveau 20,.
Comme pratiquement tous les Pokémon, ils ne peuvent pas parler : lors de leurs apparitions dans les jeux vidéo tout comme dans la série d'animation, ils sont seulement capables de communiquer verbalement en répétant les syllabes de leur nom d'espèce en utilisant différents accents, différentes tonalités, et en rajoutant du langage corporel.

### Piafabec
Le Pokédex, une encyclopédie fictive, raconte que les Piafabec sont de petits rapaces agressifs aux ailes rouges mais au corps marron. Il indique que les Piafabec peuvent voler très rapidement, mais seulement à basse altitude. Très protecteurs de leurs territoires, ils y chassent des insectes. Malgré leurs allures frêles, deux Piafabec peuvent pousser des cris suraigus afin de se prévenir d'un danger.

### Rapasdepic
Le Pokédex, une encyclopédie fictive, raconte que les Rapasdepic sont de très gros rapaces de couleur marron. On y apprend que les Rapasdepic possèdent de très grandes ailes qui leur permettent de pouvoir voler extrêmement longtemps sans se poser. Ils possèdent un long cou et un bec acéré qui leur permettent d'attaquer leurs adversaires et de chasser efficacement sur terre ou même dans l'eau. Les Rapasdepic peuvent aussi fondre en un piqué foudroyant sur leurs proies.

## Apparitions

### Jeux vidéo
Piafabec et Rapasdepic apparaissent dans la série de jeux vidéo Pokémon. D'abord en japonais, puis traduits en plusieurs autres langues, ces jeux ont été vendus à plus de 200 millions d'exemplaires à travers le monde. Ils font leur première apparition le 27 février 1996, dans les jeux japonais Pocket Monsters Aka (ポケットモンスター 赤, Poketto Monsutā Aka, Pocket Monsters Rouge) et Pocket Monsters Midori (ポケットモンスター 緑, Poketto Monsutā Midori, Pocket Monsters Vert) (remplacé dans les autres pays par la version Bleue). Depuis la première édition de ces jeux, Piafabec et Rapasdepic sont réapparus dans les versions jaune, or, argent, cristal, rouge feu, vert feuille, diamant, perle, platine, noir 2 et blanc 2.
Il est possible d'avoir un œuf de Piafabec en faisant se reproduire deux Pokémon dont au moins un Piafabec ou un Rapasdepic femelle. Cet œuf éclot après 3 840 pas, et un Piafabec de niveau 5 en sort. Piafabec et Rapasdepic appartiennent au groupe d'œuf vol et ont les capacités « Regard vif » et « Sniper ».

### Série télévisée et films
La série télévisée Pokémon et les films qui en sont issus narrent les aventures d'un jeune dresseur de Pokémon du nom de Sacha, qui voyage à travers le monde pour affronter d'autres dresseurs ; l'intrigue est souvent distincte de celle des jeux vidéo. Piafabec apparaît lors du premier épisode, Le Départ où Sacha se fait attaquer par une bande de ces Pokémon. Ce Pokémon refera son apparition dans l'épisode 11 de la première saison, où il attaquera un Salamèche que Sacha adoptera plus tard. Alors que Sacha allait partir vers les îles Orange, il revint au Bourg-Palette, sa ville natale, et là-bas combattit un Rapasdepic dirigeant un groupe de Piafabec. Ce groupe terrorisait une colonie de Roucool et de Roucoups et c'est durant ce combat que le Roucoups de Sacha évolua en Roucarnage.